# Мерседес Испанская (1880—1904)
Мария де лас Мерседес де Бурбон и Габсбург-Лотарингская (исп. María de las Mercedes  de Borbón y Habsburgo-Lorena), при рождении Мария де лас Мерседес Изабелла Тереза Кристина Альфонса де Бурбон и Габсбург-Лотарингская (исп. María de las Mercedes Isabel Teresa Cristina Alfonso de Borbón y Habsburgo-Lorena; 11 сентября 1880, Мадрид, Испания — 17 октября 1904, там же) — принцесса Астурийская. Старшая дочь короля Испании Альфонсо XII и его второй жены Марии Кристины Австрийской. На протяжении всей жизни являлась наследницей испанского трона при брате Альфонсо XIII.
В период с 25 ноября 1885 и до 17 мая 1886 года Мерседес номинально была правительницей Испании. 17 мая 1886 года её мать родила сына, который стал королём Альфонсо XIII. Если бы мать родила третью дочь, то Мерседес стала бы царствующей королевой Испании. После рождения брата она снова стала наследницей престола вплоть до собственной смерти в 1904 году, передав свой титул принцессы Астурийской своему сыну Альфонсо Марии, так как на момент смерти у её брата ещё не было детей.
Мерседес была супругой принца Карлоса Бурбон-Сицилийского с 14 февраля 1901 года. Супруги приходились друг другу троюродными родственниками. По Каннскому акту 1900 года он отказался от прав в наследовании трона Королевства Обеих Сицилий, вступил в испанское подданство и был принят в королевскую семью с титулом инфанта, который распространялся и на детей четы. В браке родилось трое детей. Мерседес скончалась на следующий день после рождения младшего ребёнка в 1904 году.

## Биография

### Молодость
Родители Мерседес Испанской
Инфанта Мерседес родилась 11 сентября 1880 года в Королевском дворце в Мадриде, став старшей дочерью испанского короля Альфонсо XII и его второй жены Марии Кристины, урождённой эрцгерцогини Австрийской из Тешенской ветви Габсбургов. По отцу была внучкой инфанта Франсиско де Асиса Бурбона и изгнанной королевы Изабеллы II, по матери — Карла Фердинанда Австрийского и Елизаветы Австрийской из венгерской ветви Габсбургов. Принцесса была крещена под именем Мария де лас Мерседес Изабелла Тереза Кристина Альфонса де Бурбон и Габсбург-Лотарингская (исп. María de las Mercedes Isabel Teresa Cristina Alfonso de Borbón y Habsburgo-Lorena). Крёстной матерью новорождённой стала её бабушка бывшая королева Изабелла, специально приехавшая для этого события из Парижа. Для семьи рождении девочки было большим разочарованием. Супруги и испанский народ надеялись на рождение сына и наследника. Предположительно Мерседес была названа в память о первой супруге Альфонсо XII Марии де лас Мерседес Орлеанской, умершей в 1878 году от туберкулёза.
С рождения она стала наследницей своего отца, но его разочарование было настолько велико, что поначалу он не хотел ей давать титул наследницы, ограничившись лишь званием инфанты. Антонио Кановас дель Кастильо, тогдашний глава испанского правительства, не любивший королеву Марию Кристину, мать Мерседес, не хотел допустить, чтобы женщина унаследовала испанский трон, ввиду катастрофического правления королевы Изабеллы.
Однако 10 марта 1881 года Мерседес все же получила титул наследницы от своей тёти Изабеллы, сестры отца. Такой шаг был сделан под давлением нового главы правительства Матео Пракседес Сагаста. 12 ноября 1882 года у Мерседес появилась младшая сестра инфанта Мария Тереза. После рождения второй дочери брак родителей стал разваливаться, ввиду отсутствия наследника. Альфонсо заключил брак с Марией Кристиной лишь для продолжения рода, никакой любви в нём не было. К тому времени Альфонсо уже имел двух сыновей (в том числе Фернана Сана), рождённых ему вне брака оперной певицей Еленой Санс.
В июле 1883 года Мария Кристина вместе с дочерьми уехала из Испании, чтобы посетить родственников в Австрии.
К лету следующего года состояние Альфонсо ухудшилось, он заболел туберкулёзом. После кратковременного улучшения, 25 ноября 1885 года король умер в возрасте 27 лет и Мерседес номинально стала главой Испании при регентстве своей матери. Она не была провозглашена королевой, так как её мать тогда была беременна третьим ребёнком. Рождение третьей дочери сделало бы Мерседес королевой Испании, но 17 мая 1886 года Мария Кристина родила мальчика, провозглашённого в тот же день королём. Мерседес снова стала наследницей трона, сохранив своё положение до конца жизни.

### Образование

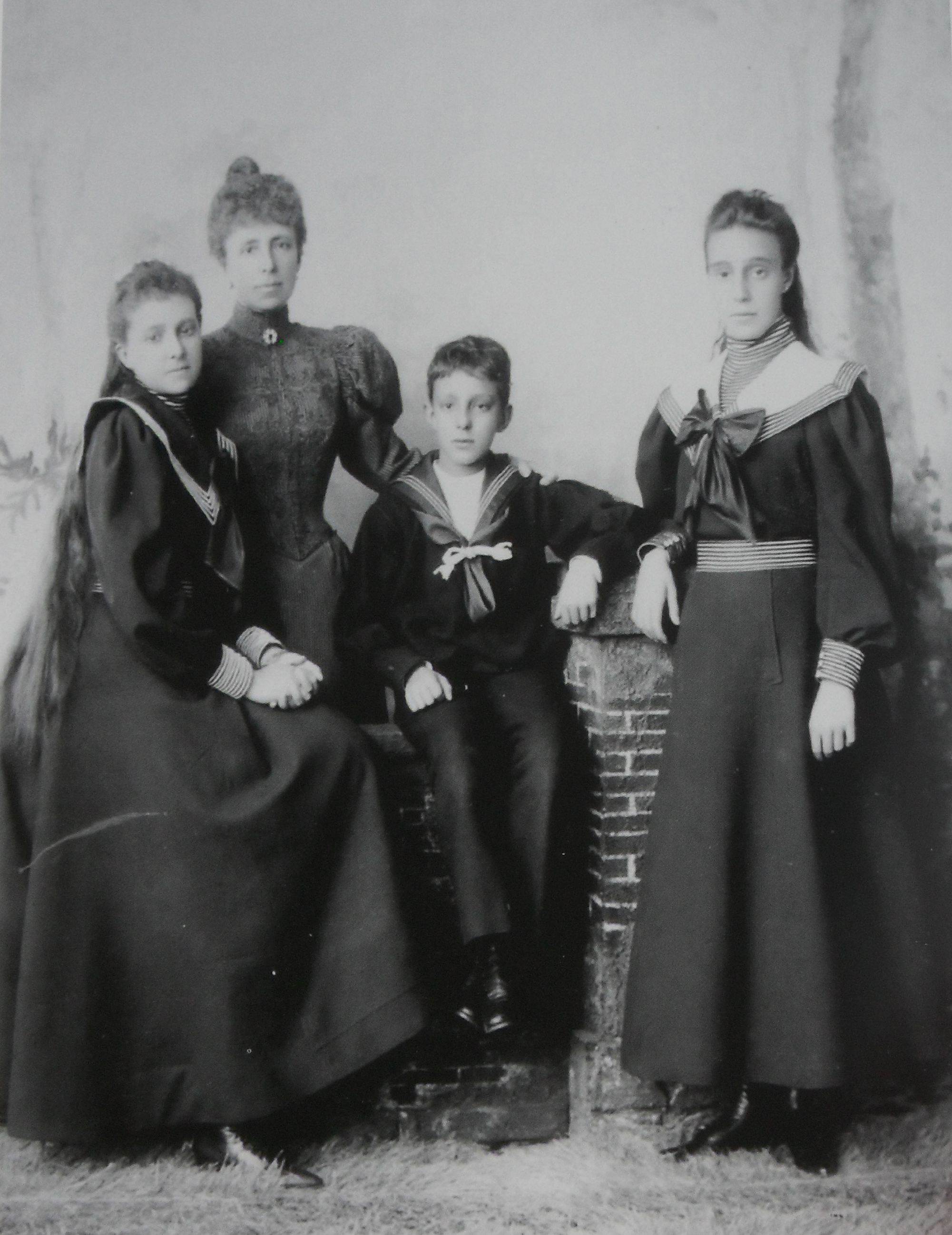
Мерседес (стоит справа) вместе с матерью, братом и сестрой

Первым публичным выступлением молодой инфанты стало объявление её матери регентом при малолетнем брате. Мария Кристина держала её за руку во время процессии. Образование принцесса Астурийская вместе с сестрой Марией Терезой получала при Королевском дворце в Мадриде. Образованием молодых инфант руководила их мать и тётя Изабелла, бывшая наследница трона. Королева воспитывала детей строго. Несмотря на статус наследницы престола, Мерседес не получила соответствующее будущей королеве образование, ограничившись лишь обычным образованием, которое получали все члены династии. Инфанту учили играть на фортепиано, она брала уроки рисования, а королева Мария Кристина учила дочь королевским обязанностям при дворе. Особое внимание уделялась религии.
Мерседес описывали как серьёзную девушку, застенчивую и невыразительную. Она более походила на мать, которая имела вытянутое лицо, свойственное многим Габсбургам. Летнее время семья проводила во дворце Мирамам в Сан-Себастьяне. В юности Мерседес сопровождала мать в нескольких зарубежных поездках. В основном это касалось посещения родственников. Они бывали у бабушки Изабеллы в Париже, тёти Марии де ла Пас в Мюнхене и у другой бабушки Елизаветы в Вене.
В 1898 году политическая ситуация в Испании стала накаляться из-за сложных американо-испанских отношений и начавшейся в 1898 году войны за перераспределение колоний. Мерседес вместе с сестрой стали жить скромнее, а их мать не позволяла им участвовать в общественной жизни Испании. 9 мая 1899 года Мария Кристина планировала провести приём в Королевском дворце в честь выхода дочерей в высшее общество, однако праздник был отложен ввиду войны. В том же году Мерседес встретила своего будущего мужа Карла Бурбон-Сицилийского, второго сына Альфонсо Бурбон-Сицилийского, графо ди Казерта и его супруги Марии Антуанетты из того же дома Бурбон-Сицилия.

### Брак

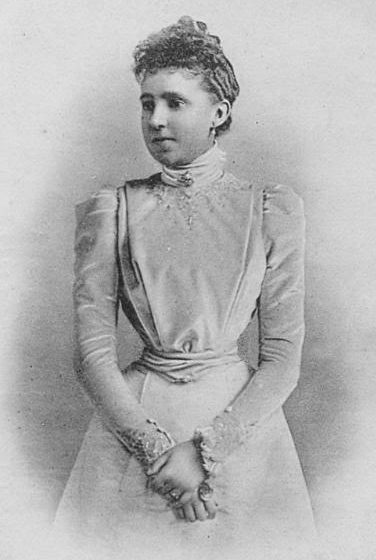
Мерседес, принцесса Астурийская

Принц Карл принадлежал к свергнутому королевскому дому Обеих Сицилий и прибыл в Испанию за несколько лет до знакомства с Мерседес для прохождения военной службы. Встреча Мерседес с Карлом не была случайностью — принц был выбран в супруги королевой Марией Кристиной и инфантой Изабеллой. Вдовствующей королеве он приходился племянником. При дворе считалось обязательным женить наследницу трона на представителе из семьи Бурбонов, чтобы престол не унаследовали представители другого королевского дома.
Принц Карл, не принадлежавший уже к правящему дому, обосновался на постоянное место жительства в Испании, перешёл в испанское подданство, что только увеличивало шансы на брак. Своё имя он изменил на испанский манер, став Карлосом. Принц также отказался от возможности наследования сицилийского престола в случае восстановления монархии, находясь на то время вторым в линии наследования после отца и старшего брата.
Карлос отличался серьёзным характером, был умён и застенчив, чем и привлёк внимание наследницы. 14 декабря 1899 года они объявили о помолвке. Инфанта сразу столкнулась с сильным неодобрением со стороны либеральной и республиканской партий, испанское общество также не принимало этого брака. Такой негатив был в основном связан не с самим Карлосом, а с его отцом, которой принимал участие в карлистских войнах. Были опасения, что после брака Карлос принесёт с собой новую войну, даже его имя — Карлос — было воспринято негативно. Кроме этого дом Сицилийских Бурбонов считался наиболее консервативным среди католических династий, что явно не устраивало либералов.
Об их союзе неодобрительно писали в испанских газетах, собирались протестующие на улицах Мадрида, Севильи и Гранады. Архиепископ города Вальядолида даже написал письмо королеве, предупреждая её о последствиях такого союза. Королева написала ему в ответ: «Монсеньор, может будет лучше вам обратиться к молитвам и остальным вашим обязанностям и тогда мы избежим этой катастрофы, которую вы нам предсказываете».
Сама Мерседес выразила сильное разочарование в связи с такой негативной реакцией в письме к своей тёте Пас: «Я счастлива выйти за него, но очень опечалена. Кто делает всё это? Моя мать страдает из-за этого… всё потому, что его отец воевал с доном Карлосом. Разве это справедливо?».
Ситуация в столице омрачила брак. В день свадьбы главные улицы Мадрида были перекрыты, а Королевский дворец находился под пристальной охраной из-за огромного количества протестующих на улицах. Никаких крупных инцидентов не произошло и свадьба состоялась 14 февраля 1901 года в часовне Королевского дворца в Мадриде.

### Смерть
Пара стала проживать в Королевском дворце, ближе к королеве-матери, которая хотела жить рядом с дочерьми и участвовать в воспитании внуков. Союз оказался счастливым. В браке родилось трое детей:
- Дон Альфонсо, принц Бурбон-Сицилийский, инфант Испании (1901—1964) — принц Астурийский в 1904—1907 годах, был женат на Алисе Бурбон-Пармской, имел троих детей;
- Фернандо (1903—1905) — умер в Сан-Себастьяне через год после смерти матери.
- Изабелла Альфонса, принцесса Бурбон-Сицилийская, инфанта Испании (1904—1985) — супруга графа Яна Замойского, имела четверых детей.

После рождения двух сыновей, Мерседес очень хотелось родить дочь. В сентябре 1904 года ей исполнилось 24 года. После этого она сильно заболела. У неё был аппендицит, который сначала был диагностировано как простой спазм кишечника. 16 октября она преждевременно родила дочь Изабеллу Альфонсу.
В день рождения ребёнка состояние Мерседес было крайне плохим. Когда она родила ребёнка, то сначала доктора сказали, что ребёнок мёртв, но оказалось это не так. Мерседес скончалась на следующий день, 14 октября 1904 года.
Трое детей Мерседес остались жить в Королевском дворце вместе с бабушкой Марией Кристиной. Старший сын после смерти матери унаследовал её титул, передав его в 1907 году дону Альфонсо — старшему сыну короля Альфонсо XIII.
Похоронена в Эскориале. После её смерти Карлос заключил второй брак с Луизой Орлеанской, родившей ему сына и трёх дочерей. Среди них была Мария де лас Мерседес — мать короля Испании Хуана Карлоса.

## Награды
— Орден Королевы Марии Луизы (Испания).